# Gillian Tans

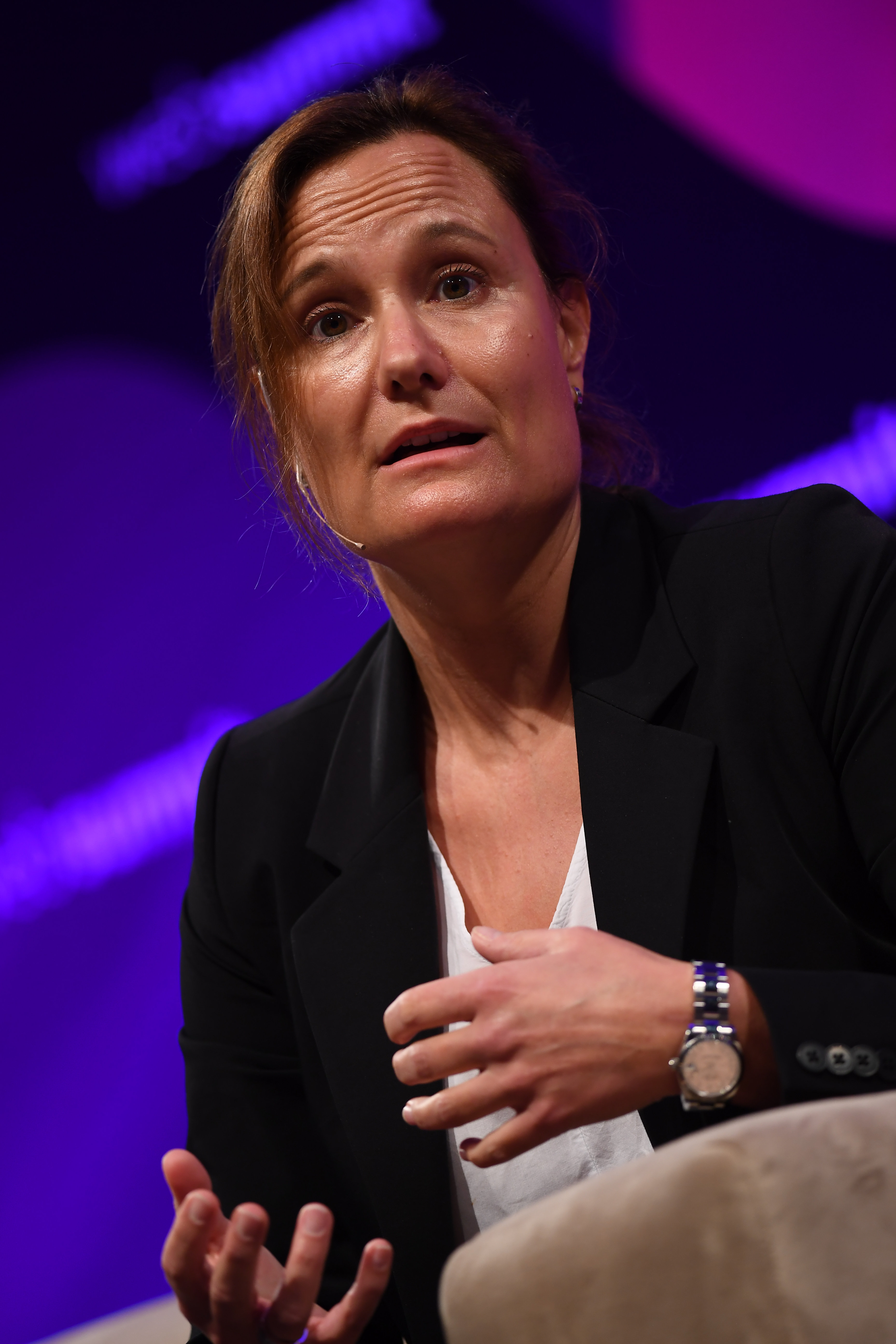
Gillian Tans (2017)

Gillian Tans (* 2. August 1970 in Apeldoorn) ist eine niederländische Wirtschaftsmanagerin.
Tans arbeitete ab 2002 beim niederländischen Unternehmen Booking.com, war dort ab 2011 Chief Operating Officer, ab 2015 President und von 2016 bis 2019 Chief Executive Officer. Von 2019 bis 2021 war sie Chair of the Board bei der amerikanischen Muttergesellschaft Booking Holdings.

## Ausbildung und berufliche Anfänge
Gillian Tans absolvierte in Middelburg erfolgreich die Hotelfachschule. In dieser Zeit führte sie auch ein Hotelpraktikum im Allgäu durch. Ihre berufliche Laufbahn begann sie bei „Hershey Entertainment and Resorts“ in Hershey (Pennsylvania), einem amerikanischen Hotelunternehmen und Betreiber von Vergnügungsparks. Danach arbeitete sie vier Jahre bei der Hotelgruppe „Golden Tulip Worldwide Hotel Group“, zunächst als Produktmanagerin und dann als Verkaufsdirektorin. Sie war ebenfalls bei der InterContinental Hotels Group an verschiedenen Standorten tätig.

## Karriere bei Booking.com
Im Jahr 2002 wechselte Gillian Tans als damals fünfte Mitarbeiterin zu dem 1996 gegründeten Unternehmen Booking.com in Amsterdam, das zu der Zeit nur ein kleines Büro besaß und gerade ein zweites Büro in Barcelona eröffnete. Ihre Position nannte sich Director Hotels & Content, sie vereinbarte Partnerschaftsverträge mit Hotels und Hotelgruppen, um den Zimmerverkauf über die Internetplattform booking.com als zusätzlichen Vertriebsweg für die Hotelbetreiber zu organisieren.
Das Unternehmen entwickelte sich sehr erfolgreich. Tans wurde 2011 zum Chief Operating Officer berufen. Vier Jahre später wurde sie zum President der Gesellschaft ernannt. Ihre Verantwortung umfasste die Entwicklung und Umsetzung der Unternehmensstrategie und die Markenführung. Im Jahr 2016 trennte sich die Muttergesellschaft, die damals noch den Namen „Priceline Group“ trug, nach fünf Jahren von dem damaligen CEO Darren Huston und übertrug Tans diese Position. Sie war zugleich Mitglied in der Unternehmensführung der Muttergesellschaft „Booking Holdings“ mit Sitz in Norwalk, Connecticut.
Gillian Tans bekam aufgrund ihres beruflichen Erfolgs und als Frau in einer Spitzenposition eine besondere Medienaufmerksamkeit. Booking.com war mit Stand 2018 eines der wenigen europäischen Internetunternehmen mit einer globalen Wachstumsgeschichte und verfügte über eine weltweit dominante Marktstellung auf seinem Gebiet.
Neben weiteren geschäftlichen Engagements war sie von 2022 bis Mai 2023 President und Investorin beim niederländischen Fahrradhersteller VanMoof.

## Persönliches
Gillian Tans ist verheiratet und hat drei Kinder. Sie spricht neben Niederländisch fließend Englisch, Deutsch und Französisch.